# Ronzone

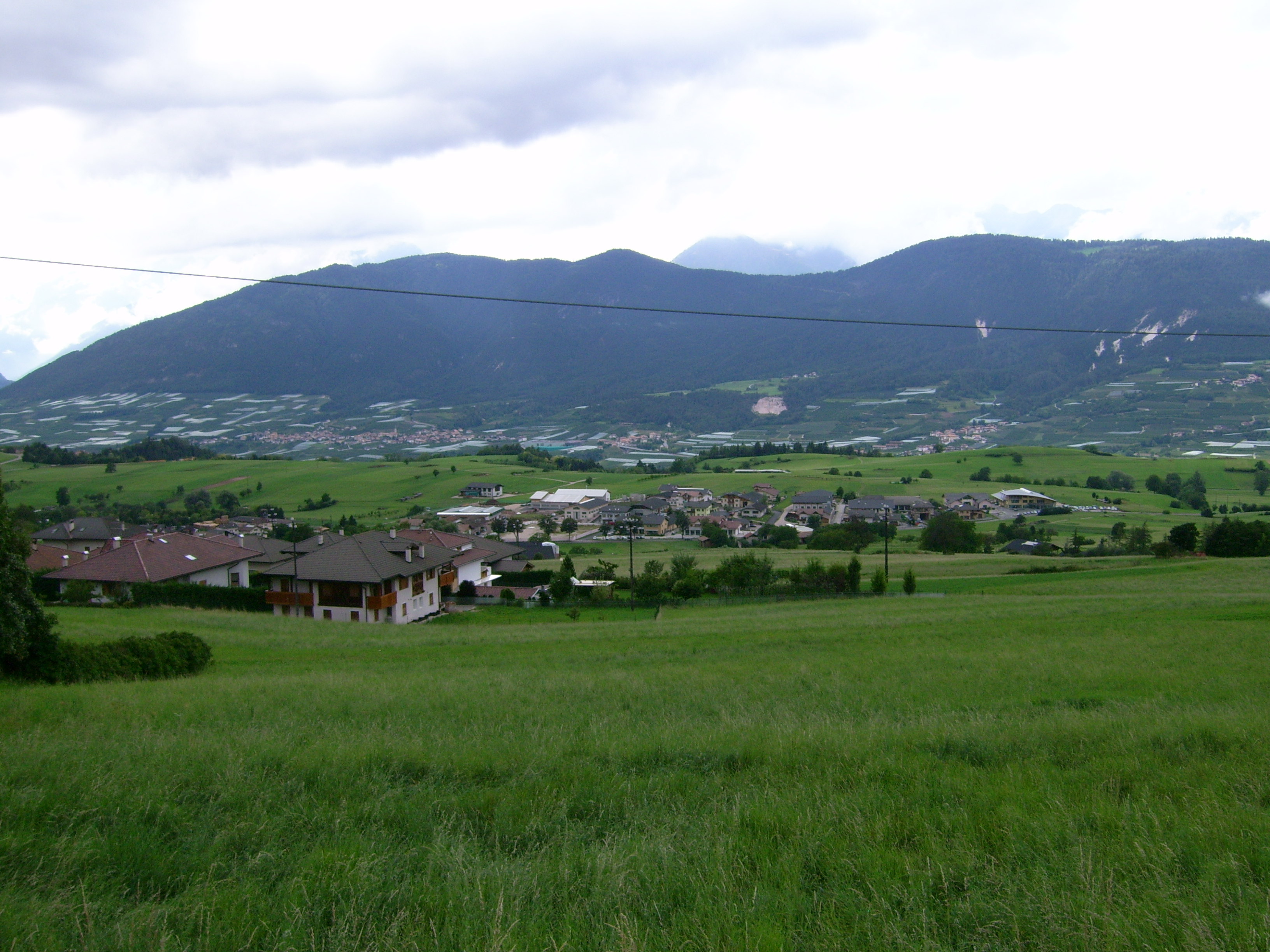
Blick auf Ronzone

Ronzone (Nones: Renzòn, deutsch veraltet: Rontzaun) ist eine italienische Gemeinde des Trentino in der autonomen Region Trentino-Südtirol mit 485 Einwohnern (Stand am 31. Dezember 2023). Die Gemeinde liegt etwa 39,5 Kilometer nördlich von Trient im Nonstal und gehört zur Talgemeinschaft Comunità della Val di Non.

## Verkehr
Durch die Gemeinde führt die Strada Statale 42 del Tonale e della Mendola von Treviglio nach Bozen.